# NRK Sørlandet
NRK Sørlandet — норвежский региональный телевизионный канал Норвежской вещательной корпорации, вещающий на территории норвежских губерний Эуст-Агдер и Вест-Агдер (провинция Сёрланд). Центр вещания — город Кристиансанн. Существуют отделения в городах Арендал и Фарсунн. Руководителем является Андерс Сорхейм. Ежедневно выделяются по 6 часов радио- и телевещания. Доступны также службы телетекста.

## Руководители
- Олаф Беннехе (1930—1931)
- Юлиус Хёуген (1931—1976)
- Хокон Карлсен (1976—1979)
- Тор Фуглевик (1979—1984)
- Йохан Кристиан Сандванд (1984—1986)
- Бьёрг Рюг (1986—1992)
- Альф Кьетиль Игланд (1992—1998)
- Штейнар Нильсен (1998—2006)
- Кьелль Пильстрём (2006—2010)
- Андерс Сорхейм (2010—н. в.)